# Herbert von Jarrosch
Herbert von Jarrosch (* 22. April 1900 in Preußisch Börnecke; † 19. September 1942 in Rostock) war ein deutscher Schauspieler, Regisseur, Bühnenleiter und Intendant in der ersten Hälfte des 20. Jahrhunderts.

## Herkunft, Kindheit und Jugend
Herbert von Jarrosch (auch: von Jarosch) wurde in Preußisch Börnecke (Kreis Quedlinburg) als Sohn des Schauspielers Paul Häser (1874–1950) und der Schauspielerin Elfriede von Jaroszinski-Jarosch (1869–1958) geboren. Die Familie stammt aus Schlesien und Polen und leitet sich von Franz Freiherren von Jaroczinski-Jarosch (um 1840 Rittergutsbesitzer auf Dometzko bei Oppeln) ab. Durch die Tätigkeiten seiner Eltern verbrachte er seine Kindheit u. a. in Berlin, Greußen, Rostock und Dresden. Nach dem Besuch der Volks- und Realschule in Rostock-Laage besuchte er zwischen 1914 und 1916 die Schauspielschule von Dr. Heinrich in Hildburghausen.

## Karriere
Bereits im Alter von 16 Jahren wurde er 1916 an das Stadttheater Stade für das Rollenfach Naturbursche berufen. In diesem Alter trat er auch der Deutschen Bühnengenossenschaft (Mitgliedsnummer: 13968) in Berlin bei. Bis 1918 folgten Engagements am Apollotheater in Halle (Saale), am Operettentheater in Bremerhaven als auch am Stadttheater in Wismar.
Im Juni 1918 wurde Herbert von Jarrosch in das Heer der Reichswehr einberufen und kämpfte als Unteroffizier an der Westfront; u. a. war er an den Kämpfen um die Siegfriedstellung beteiligt. Im Jahre 1919 wurde er aus dem Militärdienst entlassen.
Seit 1919 bis Anfang der 1920er Jahre war er wieder an das Stadttheater Cuxhaven engagiert, wo auch seine Mutter, Elfriede von Jarrosch, als Schauspielerin tätig war. Bis 1926 folgten dann Tourneen als Schauspieler durch Preußen, Mecklenburg und Schlesien. Im Jahre 1926 wurde Herbert von Jarrosch erstmals zum Spielleiter und stellvertretenden Direktor an das Stadttheater Neuhaldensleben berufen. Durch die Erkrankung des dortigen Direktors Alfred Gärtner führte er bis 1928 das Theater künstlerisch und kaufmännisch. Anschließend übernahm er die künstlerischen und kaufmännischen Leitungen der Operettentheather in Zerbst  und Roßlau. In den Jahren 1930 bis 1933 war er Inhaber und Direktor des Schauspiel- und Operettenunternehmens „Deutsche Operettenbühne“, das in Nordostdeutschland gastierte (so 1933 in Pritzwalk und 1934 in Stettin). Jarrosch trat zum 1. Februar 1932 der NSDAP bei (Mitgliedsnummer 1.050.558), wurde aber zum 1. Oktober 1932 wegen unbekannten Aufenthalts gestrichen.
Ab 1934 leitete er das Theaterunternehmen von Direktor Stahlschmidt, das ihn auch nach Deutsch-Eylau, aber auch nach Schlesien führte. Außerdem stand er seit 1933 regelmäßig als Schauspieler und Operettensänger im Berliner Metropoltheater (heute: Komische Oper Berlin) auf der Bühne. Einer seiner bekanntesten Rollen war dort die des Prinzen Sou-Choung in der Operette Land des Lächelns von Franz Lehár. Im Jahre 1936 übernahm er als Direktor und Intendant das Stadttheater in Groß-Strehlitz. Herbert von Jarrosch starb nach einem längeren Leiden 1942 in Rostock.

## Familiärer Hintergrund, Beziehungen und Nachkommen
Herbert von Jarrosch stammte aus einem Schauspielerumfeld. Sowohl sein Vater Paul Häser als auch seine Mutter Elfriede von Jarrosch waren selbst Schauspieler und kamen aus Schauspielerfamilien.  Sein Großvater mütterlicherseits war der Regisseur Fedor von Jaroszinski-Jarosch. Seine Großmutter väterlicherseits war die Berliner Schauspielerin und Opernsängerin Henriette Häser, sein Urgroßvater  wiederum der königliche Hofschauspieler und Sänger Karl Häser (1809–1889) an der Hofoper in Kassel. Die Pianistin Mary Krebs-Brenning war seine Großtante. Seine Geschwister waren Bruno Alfred von Jarrosch (geb. 1892), Max von Jarrosch (geb. 1894) sowie Hella Häser (geb. 1910). Bruno Alfred von Jarosch war ebenfalls Schauspieler und nannte sich als solcher „Elfried von Jarosch“. Sein Bruder Max von Jarosch diente als Unteroffizier im Ersten Weltkrieg und arbeitete danach als Verwalter in Zabrze. Seine Schwester Hella Häser heiratete den Gastronomen Ludwig Gastmeier aus Hamburg.
Bis ins Jahr 1912 trug Herbert von Jarrosch den Namen seines Vaters; also: Herbert Häser. Durch Immidiatsgesuch seiner Mutter im Jahre 1912 an das preußische Heroldsamt wurde gestattet, dass der adlige Name seiner Mutter in veränderter Form an ihre männlichen Kinder weitergegeben werden dürfe. Anstelle von „v. Jaroszinski-Jarosch“ sollte der Name nun „v. Jarrosch“ lauten.
Der 1933 geschlossenen Ehe mit der Schauspielerin Gertrud Nogay entstammten die Kinder Hans Nogay-von Jarrosch (1933–2009) und Hellagret Nogay-von Jarrosch (1935–1944). Aus der Verbindung mit Liselotte Bleihöfer stammt der Schauspieler Christian Bleihöfer.